# Aeropuerto Internacional de Carrasco
El Aeropuerto Internacional de Carrasco - General Cesáreo Berisso (IATA: MVD, OACI: SUMU) es el principal aeropuerto de Uruguay. Está ubicado en el Municipio de Colonia Nicolich, en el Departamento de Canelones, a 20 km de la ciudad de Montevideo. Sirve vuelos nacionales e internacionales en América del Sur, América Central, América del Norte y Europa.
Su categoría OACI es 4E.

## Historia
El 10 de octubre de 1946 la ley N.° 10.787 incorporó los cargos y rubros necesarios a la planilla de la Dirección Nacional de Aeronáutica Civil para poner en funcionamiento el Aeropuerto Nacional de Carrasco en las instalaciones de la actual Base Aérea General Cesáreo Berisso. Esta edificación se convirtió en su primera terminal de pasajeros provisoria en tanto se construía una terminal nueva.  

Piloto militar en el aeropuerto, 1953

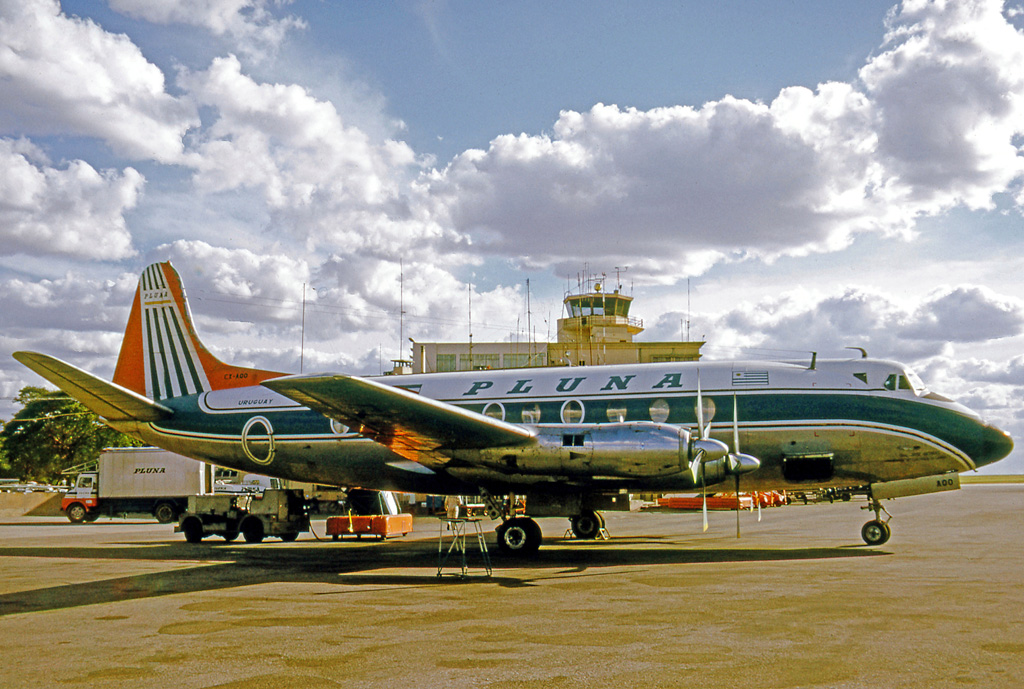
CX-AQO de Pluna, en el viejo Aeropuerto de Carrasco.

En el año 1953 culminaron las obras de la nueva terminal de pasajeros, la cual contaba con diversos servicios, desde una usina eléctrica en el subsuelo, hasta la torre de control en lo más alto, con su faro de luces verde y blanca y la “señal” rotatoria que permitía al personal de campo saber si había vuelos operando.  
En 1994, por Ley n.º 16.677, se votó unánimemente la denominación de “General Cesáreo Berisso” para el Aeropuerto Internacional de Carrasco, en reconocimiento a sus hazañas a nivel civil y militar, así como su participación en la creación del Aeropuerto. El general (Av.) Cesáreo Berisso integró las comisiones de “Estudio de la ley de Aeródromos” y “Aeródromo Nacional” con la finalidad de estudiar y definir la creación del aeropuerto nacional. El 19 de setiembre de 1944 se convirtió en el primer aviador en aterrizar en las pistas del Aeropuerto que él mismo había trazado para su emplazamiento. 
Desde su apertura fue la base de operaciones y aeropuerto principal de la aerolínea PLUNA, la cual dio quiebra en 2012. Fue también la base de aerolíneas uruguayas desaparecidas como Uair, Compañía Aeronáutica Uruguaya S.A.,Transporte Aéreo Militar Uruguayo, Alas Uruguay, entre otras. 
En 2002 fue inaugurado el nuevo centro de control y la actual torre, ubicados al norte de la pista principal. En 2003, bajo la gestión integral de Puerta del Sur S.A. comenzó la construcción del actual edificio. La obra finalizó en 2009. Fue diseñado por el arquitecto Rafael Viñoly y es considerado uno de los más hermosos del mundo. 

### Nueva terminal de pasajeros

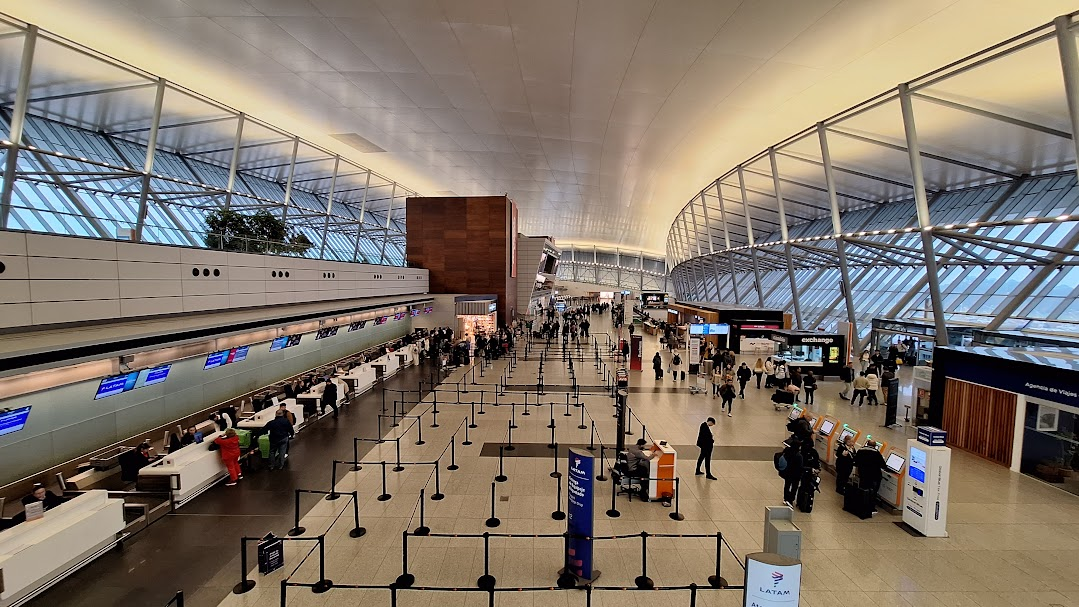
Terminal de partidas

El proyecto contó con una inversión de 165 millones de dólares, comenzó a planificarse en el año 2003 y fue puesto en marcha en 2006. El diseño de la nueva terminal estuvo a cargo del arquitecto uruguayo Rafael Viñoly, simbolizando un hito para el país en términos de inversión y arquitectura. El 29 de diciembre de 2009, con la llegada del primer vuelo proveniente de Brasil, el nuevo Aeropuerto de Carrasco comenzó a estar operativo. En su inauguración participaron el presidente Tabaré Vázquez y el expresidente Jorge Batlle. El viejo edificio, el cual durante sesenta años fue sede del aeropuerto de carrasco, cerró sus puertas a la espera de un nuevo destino. 
El nuevo edificio del aeropuerto está ubicado paralelo a la pista principal (06-24), la cual fue alargada a 3200 metros de longitud, permitiendo así la operación de vuelos intercontinentales. El edificio de la terminal ocupa una superficie de más de 45 000 m², y está dotado de 8 puertas de embarque. Junto con la nueva terminal se construyó una plataforma para aeronaves para realizar el embarque y desembarque de pasajeros por medio de cuatro mangas telescópicas directamente al edificio, las cuales podrán atender desde una aeronave pequeña como el CRJ-900 hasta un Airbus A380. El sector central alberga el estacionamiento vehicular público con una capacidad para aproximadamente 1200 vehículos, casi triplicando la capacidad del estacionamiento de la anterior terminal. 
La nueva terminal tiene la posibilidad de manejar hasta 3 veces más el volumen de los pasajeros que llegaban a la antigua terminal, incrementándose así a una capacidad de 4 millones y medio de usuarios al año. 

#### Diseño
El proyecto se transformó en un ícono arquitectónico que representa al Uruguay, tanto desde un punto de vista espacial como simbólico. Cuenta con un amplio techo de triple curvatura, que se extiende por casi 400 metros sobre toda la longitud del edificio, sobrepasando los extremos del mismo y descansando sobre el suelo. Esta cubierta posee un ancho máximo de más de 130 metros, y en su interior cobija los espacios del área de partidas, hall de check-in, y la terraza mirador. La cubierta cuenta con una superficie total que ronda las 4 hectáreas (40 000 metros cuadrados).
En el diseño arquitectónico se buscó generar grandes transparencias y una sensación de amplitud en los espacios públicos. Para lograr este concepto, la parte superior del edificio cuenta con una extensa y envolvente vidriada inclinada, de aproximadamente 8000 m², la cual permite optimizar el uso de iluminación natural y brinda visuales abiertas hacia la plataforma y el predio aeroportuario.
La nueva terminal se desarrolla en dos niveles principales, con vialidades diferenciadas y dedicadas para los flujos de llegadas y partidas respectivamente. Veredas generosas proveen espacio para el descenso y ascenso de pasajeros, desde automóviles particulares, taxis y autobuses. Esta disposición con niveles independientes permite crear espacios exclusivos para partidas y arribos, evitando cruces de pasajeros y público.
También cuenta con una terraza mirador, cuyo concepto clave fue brindar un espacio donde el pasajero y el público en general pudieran relajarse en un ambiente de tranquilidad. Desde la terraza, los visitantes pueden apreciar los aterrizajes y despegues de las aeronaves. También es un espacio destinado al esparcimiento, ya que en la misma se desarrollan actividades culturales y recreativas, dirigidas a todo tipo de público.
El diseño de la nueva terminal se realizó bajo las siguientes premisas fundamentales: seguridad operativa, eficiencia (simplificación de procesos) y flexibilidad (crecimiento modular en etapas). Los elementos de seguridad están en consonancia con los más exigentes estándares internacionales; los procesos operativos se informatizaron y simplificaron, y el diseño modular de la nueva terminal permitió alcanzar crecimientos superiores al 300 % de la superficie original proyectada, con una capacidad teórica final de aproximadamente 64 000 toneladas/año.
En cuanto a su estética, el Aeropuerto Internacional de Carrasco es considerado entre los diez más hermosos del mundo por el sitio BBC Mundo, destacándose por el diseño de su techo curvado de 365 metros.

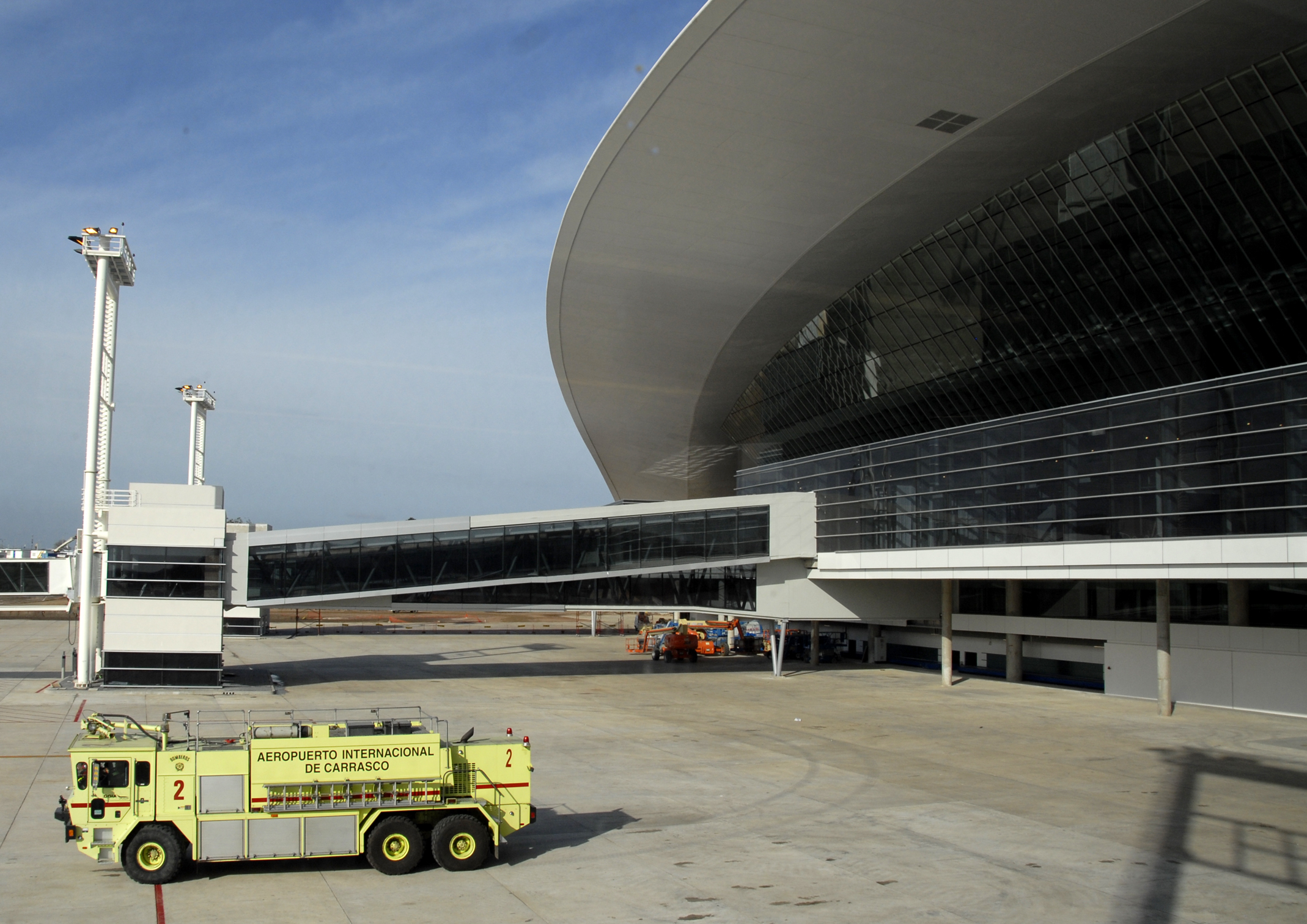
Aeropuerto Carrasco

#### Nuevos servicios
La nueva terminal cuenta con las mejores salas vip de América Latina. Las instalaciones, decoradas con mobiliario de vanguardia, están especialmente diseñadas para que el pasajero disfrute de todas las comodidades antes y después de su viaje. En Aeropuertos VIP Club, los visitantes encuentran servicios de primer nivel, especialmente ideados para satisfacer todas las necesidades de los pasajeros. Algunos de estos son: Fast Pass, VIP Check-in, servicio de maletería, valet aparcamiento, cáterin, relax lounge, sala de reuniones, duchas, entre otros.
El sistema de manejo de equipaje para partidas, consta de cintas automatizadas que transportan el equipaje de bodega desde el área de check-in hasta el patio de equipajes de salidas. Este sistema de cintas transportadoras previamente conduce el equipaje al entrepiso técnico, donde pasa por una serie de controles de seguridad en máquinas de rayos-x en forma automatizada. Con respecto a los sistemas de equipaje en llegadas, la nueva terminal cuenta con 3 cintas de reclamo de equipaje, una de las cuales es un carrusel doble para atender vuelos de gran envergadura.
TCU desarrolló una plataforma de nuevos servicios que apuntan a mejorar el servicio al cliente. En tal sentido, ha incorporado servicios de consulta en línea de información de la carga vía web, recepción de solicitudes especiales por ese mismo medio y disposición de nuevas oficinas para agentes de comercio exterior (compañías aéreas, agentes de carga, despachantes de aduana, etc.). En la nueva terminal los clientes pueden acceder a reservas de salas de reuniones, conectividad Wi-Fi en todo el recinto, áreas operativas especiales por tipo de producto/servicio, y utilizar terminales de autogestión que informatizarán el proceso de solicitud de la carga.

#### Otras instalaciones
La Junta de Investigación de Accidentes e Incidentes de Aviación Civil (JIAIAC) del Ministerio de Defensa Nacional, tiene su sede en el Aeropuerto Internacional de Carrasco.

#### Ficha técnica
- Inversión: 165 millones de dólares.
- 4,5 millones de pasajeros anuales podrán utilizar el aeropuerto
- Superficie de la nueva terminal: 45 000 m²
- 4 mangas telescópicas
- 44 posiciones de check in equipados con CUTE
- 24 mostradores de migraciones
- 3 cintas de reclamo de equipaje en arribos
- 8 puertas de uso simultáneo para embarque remoto y fijo
- 1200 plazas de estacionamiento
- Edificio terminal y vialidad en dos niveles diferenciados

Como complemento de las obras de la nueva terminal, se iniciaron los trabajos de construcción de la nueva plataforma de estacionamiento de aeronaves y de las calles de rodaje que la conectan con el sistema de pistas, así como con la plataforma existente. Las características de estos trabajos son las siguientes:
- 500 000 metros cúbicos de excavación de suelos
- 100 000 metros cuadrados de pavimentos de hormigón de plataforma
- 40 000 metros cuadrados de pavimentos de calles de rodaje
- Sistema de iluminación de plataforma mediante 8 torres de 26 m de altura
- Sistema de señalización diurno y nocturno de plataforma y calles de rodaje
- Sistema subterráneo de distribución de combustible para aeronaves
- Sistema de recolección de agua de lluvia y derrames de combustible, con separación por filtrado de hidrocarburos

### Actualidad
Actualmente la principal terminal aérea de Uruguay está en camino para ser el primer aeropuerto en autoabastecerse completamente con energías renovables propias. Para eso está en planes la instalación de un parque de paneles fotovoltaicos, el cual generará entre tres y cuatro megavatios en cuatro hectáreas inmediatas al aeropuerto. Otro proyecto que inició en 2015 fue la construcción de cuatro nuevos hangares para aeronaves privadas, con el objetivo de convertir al Aeropuerto Internacional de Carrasco en uno de estadía; la inversión para este proyecto fue de unos cuatro millones de dólares.
Los vuelos regulares de pasajeros se suspendieron a mediados de marzo de 2020 debido a la pandemia de COVID-19. Los vuelos regulares a España se retomaron en julio, y los vuelos a San Pablo y Santiago de Chile en agosto.

## Clima
| Parámetros climáticos promedio de Carrasco (normales 1991-2020) | Parámetros climáticos promedio de Carrasco (normales 1991-2020) | Parámetros climáticos promedio de Carrasco (normales 1991-2020) | Parámetros climáticos promedio de Carrasco (normales 1991-2020) | Parámetros climáticos promedio de Carrasco (normales 1991-2020) | Parámetros climáticos promedio de Carrasco (normales 1991-2020) | Parámetros climáticos promedio de Carrasco (normales 1991-2020) | Parámetros climáticos promedio de Carrasco (normales 1991-2020) | Parámetros climáticos promedio de Carrasco (normales 1991-2020) | Parámetros climáticos promedio de Carrasco (normales 1991-2020) | Parámetros climáticos promedio de Carrasco (normales 1991-2020) | Parámetros climáticos promedio de Carrasco (normales 1991-2020) | Parámetros climáticos promedio de Carrasco (normales 1991-2020) | Parámetros climáticos promedio de Carrasco (normales 1991-2020) |
| Mes                                                             | Ene.                                                            | Feb.                                                            | Mar.                                                            | Abr.                                                            | May.                                                            | Jun.                                                            | Jul.                                                            | Ago.                                                            | Sep.                                                            | Oct.                                                            | Nov.                                                            | Dic.                                                            | Anual                                                           |
| --------------------------------------------------------------- | --------------------------------------------------------------- | --------------------------------------------------------------- | --------------------------------------------------------------- | --------------------------------------------------------------- | --------------------------------------------------------------- | --------------------------------------------------------------- | --------------------------------------------------------------- | --------------------------------------------------------------- | --------------------------------------------------------------- | --------------------------------------------------------------- | --------------------------------------------------------------- | --------------------------------------------------------------- | --------------------------------------------------------------- |
| Temp. máx. media (°C)                                           | 28.3                                                            | 27.5                                                            | 25.6                                                            | 22.1                                                            | 18.5                                                            | 15.4                                                            | 14.5                                                            | 16.7                                                            | 18.1                                                            | 20.9                                                            | 24.0                                                            | 27.0                                                            | 21.6                                                            |
| Temp. media (°C)                                                | 23.2                                                            | 22.7                                                            | 21.1                                                            | 17.8                                                            | 14.5                                                            | 11.5                                                            | 10.6                                                            | 12.4                                                            | 13.7                                                            | 16.4                                                            | 19.0                                                            | 21.6                                                            | 17.0                                                            |
| Temp. mín. media (°C)                                           | 18.0                                                            | 17.9                                                            | 16.5                                                            | 13.5                                                            | 10.4                                                            | 7.6                                                             | 6.7                                                             | 8.0                                                             | 9.2                                                             | 11.8                                                            | 14.0                                                            | 16.3                                                            | 12.5                                                            |
| Precipitación total (mm)                                        | 96                                                              | 103                                                             | 111                                                             | 113                                                             | 86                                                              | 91                                                              | 93                                                              | 87                                                              | 85                                                              | 102                                                             | 94                                                              | 101                                                             | 1163.8                                                          |
| Días de precipitaciones (≥ 1mm)                                 | 6                                                               | 7                                                               | 6                                                               | 7                                                               | 6                                                               | 7                                                               | 6                                                               | 7                                                               | 7                                                               | 7                                                               | 7                                                               | 7                                                               | 80                                                              |
| Fuente: Instituto Uruguayo de Meteorología                      |                                                                 |                                                                 |                                                                 |                                                                 |                                                                 |                                                                 |                                                                 |                                                                 |                                                                 |                                                                 |                                                                 |                                                                 |                                                                 |

## Estadísticas
En 2020 se realizaron 4622 vuelos y se registró un movimiento de 510 382 pasajeros, de los cuales 2209 corresponden a vuelos humanitarios realizados entre los meses de marzo y agosto, debido a la pandemia de COVID-19. Fue una disminución de un 73 % de vuelos y un 74 % de pasajeros con respecto al año anterior.

PasajerosAño200.000400.000600.000800.0001.000.0001.200.0002008201020122014201620182020EntradosSalidosMovimiento de pasajeros por año en el Aerop...
Vuelos realizadosAño0500010.00015.00020.00025.00030.0002008201020122014201620182020VuelosVuelos por año en el Aeropuerto Internacion...
La aerolínea con mayor cantidad de pasajeros transportados fue LATAM Brasil, con 93 620 pasajeros, mientras que la aerolínea que realizó la mayor cantidad de vuelos en el año fue Austral, con 608 vuelos.

AEROLINEAS ARGENTI...AIR EUROPAAMASZONAS...AMERICA...AUSTRALAVIANCAAVIANCA ...AZUL LINE...COPAGOL-VRGIBERIALANLAN PERUPARANAIRSKYTAMVUELOS ESPECIALES/CHA...AEROLINEAS ARGENTINASAIR EUROPAAMASZONAS URUGUAYAMERICAN AIRLINESAUSTRALAVIANCAAVIANCA PERUAZUL LINEAS AEREASCOPAGOL-VRGIBERIALANLAN PERUPARANAIRSKYTAMVUELOS ESPECIALES/CHARTERPasajeros transportados en 2020 por aerolín...
AEROLINEAS ARGENTI...AIR EUROPAAMASZONA...AMERIC...AUSTRALAVIANCAAVIANCA PERUAZUL LINEAS AER...COPAGOL-VRGIBERIALANLAN PERUPARANAIRSKYTAMVUELOS ESPECIALES/CHA...AEROLINEAS ARGENTINASAIR EUROPAAMASZONAS URUGUAYAMERICAN AIRLINESAUSTRALAVIANCAAVIANCA PERUAZUL LINEAS AEREASCOPAGOL-VRGIBERIALANLAN PERUPARANAIRSKYTAMVUELOS ESPECIALES/CHARTERVuelos realizados en 2020 por aerolínea en ...

## Accesos
El ingreso al complejo de la nueva terminal se realiza desde la Ruta 101. El complejo está dividido en tres sectores claramente definidos. Un óvalo central abraza y contiene el gran estacionamiento público, y las dos vialidades laterales de acceso restringido, las cuales cuentan con sus respectivos controles de seguridad, conducen a las áreas técnicas y de servicio.
Carretera: La vieja terminal del aeropuerto está conectada con el centro de Montevideo por Avenida de las Américas y Avenida Italia, mientras que la nueva terminal es accesible a estas vías a través de la Ruta 101. Se encuentra también próxima a las rutas nacionales n.º 8 e Interbalnearia; ambas recorren los departamentos del este de Uruguay.
Ómnibus: Diversas líneas de ómnibus del Sistema de Transporte Metropolitano así como también interdepartamentales acceden al Aeropuerto, pudiendo ascender o descender en el mismo.
Líneas:
- 701
- 703
- 704
- 705
- 710
- 711
- 724
- C1
- C3
- C5
- DM1
- T1
- T4
- Líneas interdepartamentales

Taxis: Se puede acceder al aeropuerto a través de cualquier compañía de taxis; los taxis se pueden tomar en la calle o se pueden llamar por teléfono. El precio desde el aeropuerto hasta el centro de Montevideo es de $ 1900 aproximadamente (pesos uruguayos), unos 44 dólares estadounidenses aproximadamente. Para este recorrido no se demora más de 45 minutos en horas pico.
Remises: El servicio de remises está disponible en la zona de llegadas de la terminal, pero lo más conveniente es reservarlos antes de llegar, y a través de éstos se puede acceder a cualquier punto de la ciudad.
Empresas turísticas: Puede reservar un traslado personalizado, donde lo esperarán en la puerta de desembarque de su vuelo con su nombre en un cartel para llevarlo a su destino.
Shuttle: Es una van compartida, que cobra un precio fijo por persona para cualquier destino dentro del Área metropolitana de Montevideo.

## Aerolíneas y destinos

### Aerolíneas
| Aerolínea                                    | Destinos                                                         |
| -------------------------------------------- | ---------------------------------------------------------------- |
| Aerolíneas Argentinas                        | 1 destino: Buenos Aires AEP y EZE                                |
| Air Europa                                   | 1 destino: Madrid                                                |
| American Airlines                            | 1 destino: Miami (Estacional)                                    |
| Avianca                                      | 1 destino: Bogotá                                                |
| Azul                                         | 3 destinos: Florianópolis, Curitiba, Campinas                    |
| Copa Airlines                                | 1 destino: Ciudad de Panamá                                      |
| Gol Linhas Aéreas                            | 2 destinos: São Paulo, Río de Janeiro (Estacional)               |
| Iberia                                       | 1 destino: Madrid                                                |
| JetSMART Argentina                           | 1 destino: Buenos Aires AEP                                      |
| JetSmart                                     | 2 destinos: Río de Janeiro, Santiago de Chile                    |
| LATAM Airlines                               | 3 destinos: Lima, Santiago de Chile, São Paulo                   |
| Paranair                                     | 2 destinos: Asunción, Salto                                      |
| Sky Airline                                  | 4 destinos: Santiago de Chile , Florianópolis; Salvador de Bahia |
| Total: 14 destinos, 9 países, 13 aerolíneas, |                                                                  |

### Destinos nacionales
| Ciudad  | Aeropuerto                                | Aerolíneas | Aeronaves | Frecuencias |
| ------- | ----------------------------------------- | ---------- | --------- | ----------- |
| Uruguay |                                           |            |           |             |
| Salto   | Aeropuerto Internacional Nueva Hespérides | Paranair   | CRJ 200   | 2           |

### Destinos internacionales

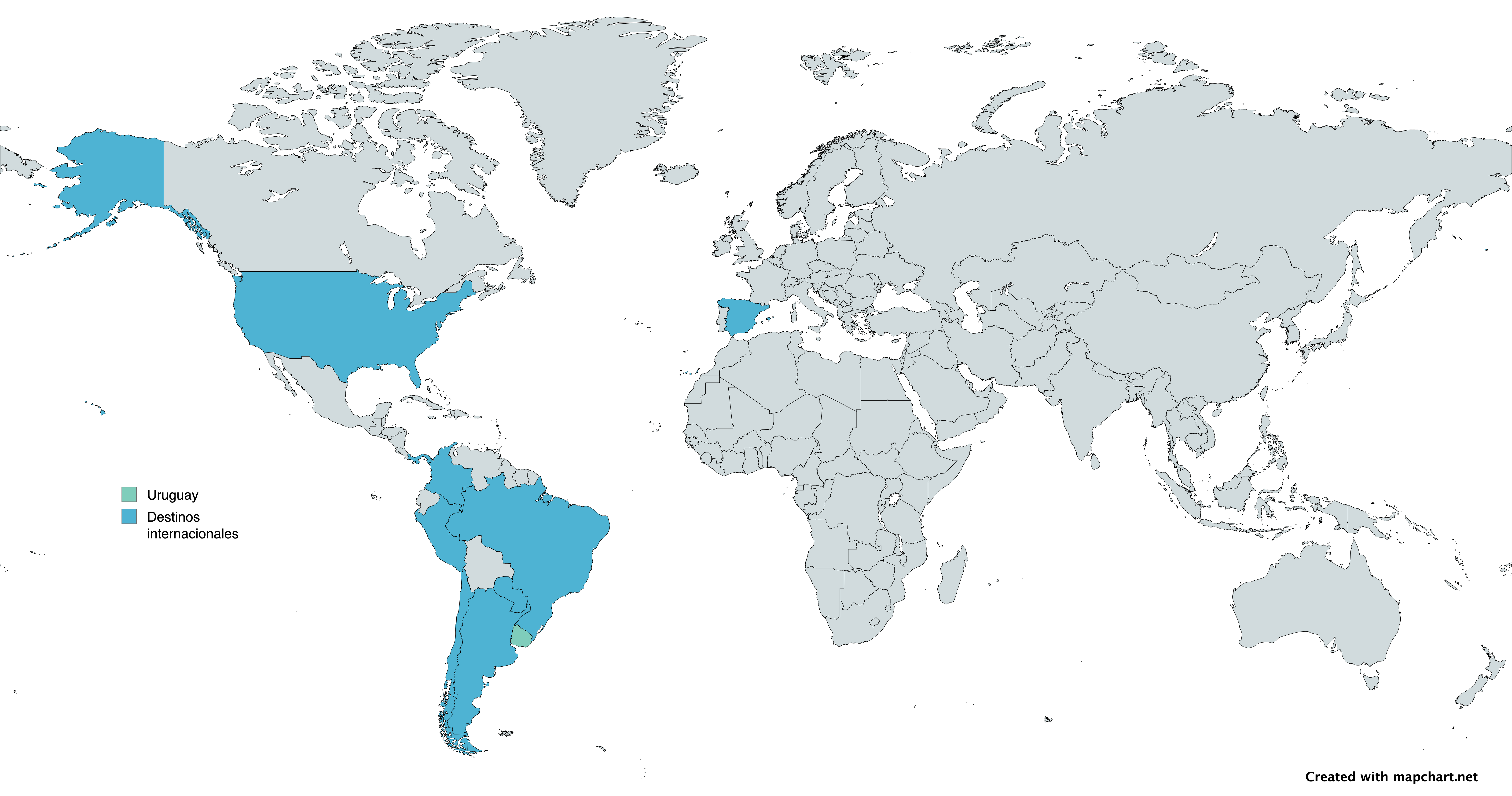
Destinos internacionales del aeropuerto Internacional de Carrasco

| Ciudades por países                         | Aeropuerto                                      | Aerolíneas                                                       | Aeronaves                         | Frecuencias  |
| Norteamérica                                | Norteamérica                                    | Norteamérica                                                     | Norteamérica                      | Norteamérica |
| ------------------------------------------- | ----------------------------------------------- | ---------------------------------------------------------------- | --------------------------------- | ------------ |
| Estados Unidos (1 destino, 1 aerolínea)     |                                                 |                                                                  |                                   |              |
| Miami                                       | Aeropuerto Internacional de Miami               | American Airlines (Estacional)                                   | B788                              | 4            |
| Centroamérica                               |                                                 |                                                                  |                                   |              |
| Panamá (1 destino, 1 aerolínea)             |                                                 |                                                                  |                                   |              |
| Ciudad de Panamá                            | Aeropuerto Internacional de Tocumen             | Copa Airlines                                                    | B39M                              | 21           |
| Sudamérica                                  |                                                 |                                                                  |                                   |              |
| Argentina (1 destino, 1 aerolínea)          |                                                 |                                                                  |                                   |              |
| Buenos Aires                                | Aeroparque Jorge Newbery                        | Aerolíneas Argentinas                                            | E190, B737, B738                  | 35           |
| Brasil (5 destinos, 5 aerolíneas)           |                                                 |                                                                  |                                   |              |
| Curitiba                                    | Aeropuerto Internacional Afonso Pena            | Azul Linhas Aéreas                                               | B737                              | 2            |
| Recife                                      | Aeropuerto Internacional de Guarapes            | Azul Linhas Aéreas                                               | B737                              | 2            |
| Río de Janeiro                              | Aeropuerto Internacional Antônio Carlos Jobim   | Gol Linhas Aéreas (Estacional) / JetSmart / Sky Airline          | B738 B38M, A320N                  | 10           |
| Salvador                                    | Aeropuerto Internacional de Salvador            | Sky Airline                                                      | A320N                             | 2            |
| São Paulo                                   | Aeropuerto Internacional de São Paulo-Guarulhos | Gol Linhas Aéreas / LATAM Brasil                                 | B738 B38M / A320, A321            | 28           |
| Chile (1 destino, 4 aerolíneas)             |                                                 |                                                                  |                                   |              |
| Santiago de Chile                           | Aeropuerto Internacional Arturo Merino Benítez  | JetSmart (Vía GIG) / LATAM Airlines / LATAM Brasil / Sky Airline | A320N / A320 / A320, A321 / A320N | 26           |
| Colombia (1 destino, 1 aerolínea)           |                                                 |                                                                  |                                   |              |
| Bogotá                                      | Aeropuerto Internacional El Dorado              | Avianca                                                          | A320                              | 7            |
| Paraguay (1 destino, 1 aerolínea)           |                                                 |                                                                  |                                   |              |
| Asunción                                    | Aeropuerto Internacional Silvio Pettirossi      | Paranair                                                         | CRJ-200                           | 14           |
| Perú (1 destino, 1 aerolínea)               |                                                 |                                                                  |                                   |              |
| Lima                                        | Aeropuerto Internacional Jorge Chávez           | LATAM Perú                                                       | A319, A320                        | 10           |
| Europa                                      |                                                 |                                                                  |                                   |              |
| España (1 destino, 2 aerolíneas)            |                                                 |                                                                  |                                   |              |
| Madrid                                      | Aeropuerto Adolfo Suárez Madrid-Barajas         | Air Europa / Iberia                                              | B789 / A332                       | 14           |
| Total: 13 destinos, 9 países, 15 aerolíneas |                                                 |                                                                  |                                   |              |

## Terminal de carga
El concesionario del aeropuerto ha construido una nueva terminal de cargas, totalizando una inversión de 10 millones de dólares estadounidenses. La operación está a cargo de Terminal de Cargas Uruguay (TCU S.A.), que ha iniciado sus actividades en marzo de 2004. Su cometido es recibir y procesar el 100% del comercio exterior realizado por Uruguay por vía aérea, habiendo totalizado en el año 2008 unas 25 100 toneladas de carga procesada. Ese año los agentes de comercio exterior realizaron más de 120 000 despachos, enviando y recibiendo mercaderías por un valor que superó los 1700 millones de dólares.
El sector operativo de la nueva terminal tiene una superficie total de 10 000 m² (duplicando la superficie anteriormente existente). Además cuenta con una superficie de oficinas de 3500 m², destinadas a oficinas propias, así como para compañías aéreas, forwarders, despachantes de aduana, dependencias del estado y demás agentes intervinientes en el comercio exterior. La capacidad de las cámaras de frío aumentó un 300%, y los docks de carga (capacidad de cargar camiones en forma simultánea) aumentó un 375% en importaciones y un 200% en exportaciones.
El funcionamiento de la nueva terminal permite además incorporar servicios logísticos de valor agregado a las mercaderías en régimen de Aeropuerto Libre, posicionándola como una verdadera plataforma para el desarrollo de servicios desde Uruguay al mundo.
| Aerolíneas      | Destinos                                                 |
| --------------- | -------------------------------------------------------- |
| Atlas Air       | Buenos Aires-Ezeiza, Miami                               |
| Aeromás         | Buenos Aires-Aeroparque, Buenos Aires-Ezeiza             |
| Avianca Cargo   | Asunción, Bogotá-El Dorado, Miami, Santiago de Chile     |
| Air Class       | Asunción, Buenos Aires-Ezeiza                            |
| LATAM Cargo     | Buenos Aires-Ezeiza, Campinas, Miami, Santiago de Chile  |
| Lufthansa Cargo | Buenos Aires-Ezeiza, Campinas, Fráncfort del Meno, Dakar |

### Destinos finalizados

#### Aerolíneas extintas
- Amaszonas Uruguay (Buenos Aires, Córdoba, Asunción, Sao Paulo, Santa Cruz de la Sierra)
- PLUNA (Miami, Buenos Aires-Aeroparque, Buenos Aires-Ezeiza, Córdoba, Rosario, Bariloche, Sao Paulo-Guarulhos, Sao Paulo-Viracopos, Sao Paulo-Congonhas, Río de Janeiro, Florianópolis, Foz do Iguaçu, Campinas, Brasilia, Curitiba, Porto Alegre, Belo Horizonte, Santiago de Chile, Concepción, Punta Arenas, Antofagasta, Asunción, Madrid y Ámsterdam)
- BQB Líneas Aéreas (Buenos Aires-Aeroparque, Buenos Aires-Ezeiza, Sao Paulo-Guarulhos, Río de Janeiro, Florianópolis, Foz do Iguaçu, Curitiba, Porto Alegre, Santiago de Chile, Salto, Rivera y Asunción)
- Uair (Punta del Este, Buenos Aires-Aeroparque, Buenos Aires-Ezeiza, Córdoba, Rosario, Mendoza, Santa Fe, Bariloche, Sao Paulo-Guarulhos, Florianópolis, Curitiba, Porto Alegre y Santiago de Chile)
- Alas Uruguay (Buenos Aires-Aeroparque y Asunción)
- Pan Am (Miami, Nueva York, Los Ángeles, San Francisco, Ciudad de Panamá, Ciudad de Guatemala, Buenos Aires-Ezeiza y Río de Janeiro)
- Panagra (Tacna y La Paz)
- Austral Líneas Aéreas (Buenos Aires)
- LAPA (Buenos Aires-Aeroparque y Córdoba)
- Sol Líneas Aéreas (Buenos Aires-Aeroparque y Rosario)
- Varig (Buenos Aires-Ezeiza, Sao Paulo-Guarulhos, Porto Alegre y Río de Janeiro)
- Aerovías Brasil (Buenos Aires-Ezeiza, Sao Paulo-Congonhas, Río de Janeiro y Porto Alegre)
- Cruzeiro (Sao Paulo-Congonhas, Río de Janeiro, Porto Alegre y Florianópolis)
- BOAC (Buenos Aires-Ezeiza y Londres-Heathrow)
- BSAA (Londres-Heathrow)
- Sabena (Bruselas, Santiago de Chile y Buenos Aires-Ezeiza)
- Lloyd Aéreo Boliviano (Buenos Aires-Ezeiza y Santa Cruz de la Sierra)
- LAP (Asunción, Lima, Río de Janeiro, Sao Paulo-Congonhas y Buenos Aires-Ezeiza)
- LAPSA (Asunción)
- Ladeco (Santiago de Chile y Buenos Aires-Ezeiza)
- Avianca Perú (Lima)
- Swissair (Zúrich)
- Alitalia (Milán-Malpensa, Milán-Linate, Roma-Fiumicino, Buenos Aires-Ezeiza, Río de Janeiro, Recife, Lisboa, Isla de Sal y Dakar)

Aerolíneas operativas
- United Airlines (Miami, Washington-Dulles, Nueva York y Buenos Aires-Ezeiza)
- Eastern Airlines (Miami)
- American Airlines (Buenos Aires-Ezeiza y Río de Janeiro)
- Air France (París-Orly, Buenos Aires-Ezeiza, Río de Janeiro, Sao Paulo-Congonhas, Sao Paulo-Viracopos, Dakar y Madrid)
- Iberia (Gran Canaria, Buenos Aires-Ezeiza, Los Ángeles, Río de Janeiro, Sao Paulo-Congonhas, Sao Paulo-Guarulhos, Santiago de Chile, Asunción)
- SAS (Copenhague-Kastrup, Buenos Aires-Ezeiza, Lisboa, Zúrich, Río de Janeiro, Sao Paulo-Congonhas, Sao Paulo-Viracopos y Santiago de Chile)
- KLM (Ámsterdam, Buenos Aires-Ezeiza, Río de Janeiro, Sao Paulo-Viracopos, Sao Paulo-Guarulhos, Santiago de Chile, Lisboa, Zúrich y Monrovia)
- Avianca (Buenos Aires-Ezeiza y Santiago de Chile)
- LATAM Chile (Buenos Aires-Ezeiza, Río de Janeiro y Sao Paulo-Viracopos)
- Aerolíneas Argentinas (Porto Alegre y Florianópolis)
- Gol Linhas Aéreas (Porto Alegre, Recife, Río de Janeiro y Salvador de Bahía)
- Lufthansa (Fráncfort, Río de Janeiro, Sao Paulo-Guarulhos, Sao Paulo-Congonhas, Zúrich, Ginebra, Casablanca, Rabat y Dakar)
- Aeroflot (Moscú-Sheremétievo, Malta y Isla de Sal)
- LATAM Paraguay (Asunción)
- JetSMART Argentina (Buenos Aires)